# 小泉八雲記念館
小泉八雲記念館（こいずみやくもきねんかん、英語表記：Lafcadio Hearn Memorial Museum）は、島根県松江市の塩見繩手にある小泉八雲（ラフカディオ・ハーン）を記念する松江市立の文学館。指定管理者制度により、山陰中央新報社が2018年4月より管理・運営している。

## 概要

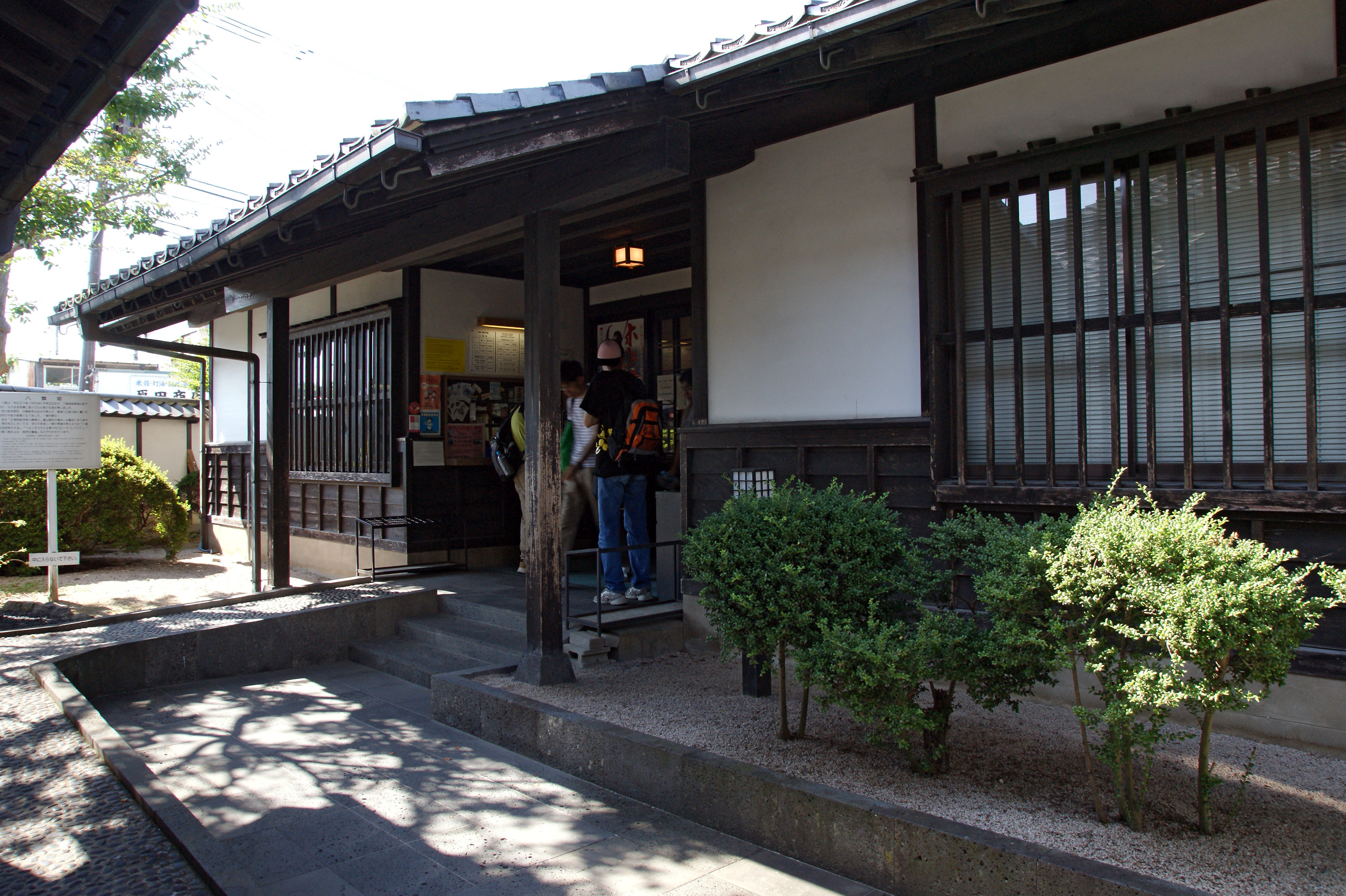
館入口

1933年（昭和8年）11月29日に開館した記念館で、弟子の落合貞三郎と岸清一の働きにより小泉家から寄贈された22点の原稿をコレクションの基礎とし、小泉八雲記念会から寄贈された書籍350冊を加えて、八雲と妻のセツが明治24年5月から11月までの6ヶ月間新婚生活を過ごした「小泉八雲旧居」の西隣に山口文象の設計により新築された洋風建築の建物であった。
現在の施設は1984年（昭和59年）に和風建築の木造平屋建てに改築されたもので、2016年1月より一時休館し、増改築工事を経て同年7月16日にリニューアルオープンした。
収蔵品は八雲の遺品、著書、関係図書・資料、妻セツの遺品など約1500点に及ぶ。2016年のリニューアルでは八雲の初版本などを新たに加えたほか、松江市出身の俳優・佐野史郎による「怪談」の朗読（音楽は同じく松江市出身の山本恭司が担当）を聴くことが出来るコーナーや、学習に利用できる多目的ルームなどが設けられた。
2016年4月より八雲の曾孫である小泉凡が館長に就任している。

## 交通アクセス
- 山陰本線 松江駅 市バスのレイクラインで10分、法吉ループ右回りで15分、小泉八雲記念館前バス停下車

## 周辺
- 小泉八雲旧居
- 武家屋敷
- 明々庵
- 田部美術館
- 桐岳寺
- 田原神社- 随神門の彫刻は小林如泥の作品。市指定文化財。八雲が好んで訪れた神社。
- 島根大学旧奥谷宿舎（旧制松江高等学校外国人宿舎）
- 松江城